# Гурмузаки, Георге
Георге Гурмузаки (укр. Георге Гурмузакі; 1817—1882) — буковинский журналист, фольклорист и общественно-культурный деятель.

## Биография
Родился 17 сентября 1817 года в селе Черновка Австро-Венгрии. Брат Алеку и Евдоксия Гурмузаки.
Окончил Черновицкую немецкую гимназию и юридический факультет Венского университета. 
Георге Гурмузаки стал одним из основателей и редакторов румынскоязычной газеты «Буковина» (1848—1850), в которой освещались новости политической и культурной жизни Буковины. Статьи в газете печатались как на немецком, так и на румынском языках. В 1865 году он основал журнал «Фоайя Сочиетеций...», просуществовавший по 1869 год. На страницах этого журнала Гурмузаки опубликовал ряд статей и рецензий на тему румынского фольклора и культуры.
В 1861 году Георге вместе с братом Георге основал в Черновцах международное общество, которое и возглавил. В этом обществе принимали различные слои буковинского населения. В 1865—1882 годах он был председателем Общества румынской культуры и литературы на Буковине. Избирался депутатом Буковинского сейма и Венского парламента.
Умер 13 мая 1882 года в городе Черновцы. Был похоронен на русском кладбище.
Его сын — Евдоксий (1845—1936), был известным политиком и культурным деятелем Буковины.